# Aberdeen (Mississipi)
Aberdeen és una població dels Estats Units a l'estat de Mississipi. Segons el cens del 2000 tenia 6.415 habitants.

## Demografia
Segons el cens del 2000, Aberdeen tenia 6.415 habitants, 2.398 habitatges, i 1.661 famílies. La densitat de població era de 231,3 habitants per km².
Dels 2.398 habitatges en un 36,3% hi vivien nens de menys de 18 anys, en un 35,8% hi vivien parelles casades, en un 29,9% dones solteres, i en un 30,7% no eren unitats familiars. En el 27,6% dels habitatges hi vivien persones soles el 13,6% de les quals corresponia a persones de 65 anys o més que vivien soles. El nombre mitjà de persones vivint en cada habitatge era de 2,58 i el nombre mitjà de persones que vivien en cada família era de 3,14.
Per edats la població es repartia de la següent manera: un 29,8% tenia menys de 18 anys, un 8,8% entre 18 i 24, un 25,7% entre 25 i 44, un 19,8% de 45 a 60 i un 15,9% 65 anys o més.
L'edat mediana era de 34 anys. Per cada 100 dones de 18 o més anys hi havia 69,7 homes.
La renda mediana per habitatge era de 23.530 $ i la renda mediana per família de 27.611 $. Els homes tenien una renda mediana de 27.857 $ mentre que les dones 17.090 $. La renda per capita de la població era d'11.584 $. Entorn del 26,3% de les famílies i el 29,6% de la població estaven per davall del llindar de pobresa.

## Poblacions més properes
El següent diagrama mostra les poblacions més properes.